# Haydn Tanner
Pas d'image ? Cliquez ici

a Compétitions nationales et continentales officielles uniquement.

b Matchs officiels uniquement.
Haydn Tanner, né le 9 janvier 1917 à Penclawdd et mort le 5 juin 2009 dans le Leicestershire, est un joueur de rugby à XV qui a joué avec l'équipe du pays de Galles de 1935 à 1949, évoluant au poste de demi de mêlée. 

## Biographie
Tanner est scolarisé à la Grammar School de Gowerton et il est encore à l'école quand il joue demi de mêlée pour Swansea contre les All Blacks à St. Helens en 1935. Swansea l'emporte 11 points à 3, avec une charnière formée par Tanner et son cousin Willie Davies à l'ouverture. Le capitaine néo-zélandais Jack Manchester aurait laissé le message suivant pour relater le match en Nouvelle-Zélande : « Dites leur que nous avons été battus, mais ne leur dites pas que c'était par une paire de collégiens ». 
Tanner disputé son premier test match le 21 décembre 1935 contre les All Blacks à seulement 18 ans et 11 mois. Le match se solde par une victoire historique des Gallois. Son dernier test match est contre l'équipe de France le 26 mars 1949. Il connaît 25 sélections malgré la Seconde Guerre mondiale qui empêche toute rencontre internationale pendant six années. Ses 25 sélections en équipe nationale sont consécutives et il est en capitaine à douze reprises. Tanner dispute également dix matchs dont un test match avec les Lions britanniques lors de leur tournée de 1938 en Afrique du Sud.
Il joue avec le club de Swansea de 1935 à 1947 mais également avec Cardiff (capitaine en 1947-1949), les London Welsh et Bristol. Il connaît aussi des sélections entre 1936 et 1949 avec les Barbarians dont il est le capitaine contre l'Australie en 1948.

## Statistiques en équipe nationale
- Sélections en équipe nationale : 25
- Sélections par année : 1 en 1935, 3 en 1936, 3 en 1937, 3 en 1938, 3 en 1939, 4 en 1947, 4 en 1948, 4 en 1949
- Tournois des quatre/cinq nations disputés : 1936, 1937, 1938, 1939, 1947, 1948, 1949